# Johannes Lamparter
Johannes Lamparter (Hall in Tirol, 8 de noviembre de 2001) es un deportista austríaco que compite en esquí en la modalidad de combinada nórdica.
Ganó ocho medallas en el Campeonato Mundial de Esquí Nórdico entre los años 2021 y 2025.
Participó en los Juegos Olímpicos de Pekín 2022, ocupando el cuarto lugar en el trampolín normal + 10 km individual y en la prueba por equipos.

## Palmarés internacional
| Campeonato Mundial | Campeonato Mundial    | Campeonato Mundial | Campeonato Mundial                    |
| Año                | Lugar                 | Medalla            | Prueba                                |
| ------------------ | --------------------- | ------------------ | ------------------------------------- |
| 2021               | Oberstdorf (Alemania) | Medalla de oro     | TG + 10 km individual                 |
| 2021               | Oberstdorf (Alemania) | Medalla de oro     | TG + 2 × 7,5 km por equipo            |
| 2021               | Oberstdorf (Alemania) | Medalla de bronce  | TN + 4 × 5 km por equipo              |
| 2023               | Planica (Eslovenia)   | Medalla de bronce  | TG + 10 km individual                 |
| 2023               | Planica (Eslovenia)   | Medalla de bronce  | TG + 4 × 5 km por equipo              |
| 2023               | Planica (Eslovenia)   | Medalla de bronce  | TN + 2 × 2,5 km/2 × 5 km equipo mixto |
| 2025               | Trondheim (Noruega)   | Medalla de plata   | TG + 4 × 5 km por equipo              |
| 2025               | Trondheim (Noruega)   | Medalla de bronce  | TN + 2 × 2,5 km/2 × 5 km equipo mixto |